# Магарі
Магарі (ест. Magari) — село в Естонії, входить до складу волості Канепі, повіту Пилвамаа.